# Spinolestes xenarthrosus
Lo spinoleste (Spinolestes xenarthrosus) è un mammifero estinto, appartenente ai gobiconodonti. Visse nel Cretacico inferiore (Barremiano, circa 125 milioni di anni fa) e i suoi resti fossili sono stati ritrovati in Spagna.

## Descrizione
Questo animale è noto per un esemplare eccezionalmente conservato, che comprende i resti (oltre che dello scheletro) dei peli, della pelle e degli organi interni. L'animale da vivo era lungo circa 24 cm e pesava tra i 50 e i 70 grammi (circa le dimensioni di un odierno topo). I denti e le caratteristiche scheletriche indicano che era un animale terricolo e che mangiava insetti. I suoi tessuti molli, con strutture microscopiche distinguibili, sono stati conservati attraverso un processo noto come fossilizzazione fosfatica.
Secondo i paleontologi, Spinolestes possedeva strutture dei peli e della pelle simili a quelle degli odierni mammiferi, come i follicoli composti in cui più peli emergono dallo stesso poro. Aveva piccole spine di circa un decimo di un millimetro di diametro sul dorso. Spinolestes è anche il primo esempio di un mammifero mesozoico in cui si sono fossilizzati tessuti molli nelle cavità toracica e addominale: i paleontologi hanno notato microscopiche strutture (bronchioli) del polmone, così come residui ricchi di ferro associati con il fegato. Queste aree sono separate da un confine curvo che si ritiene sia un diaframma muscolare per la respirazione. Ciò rappresenta la prima documentazione nota di sistemi di organi interni dei mammiferi.
Il fossile di Spinolestes contiene un grande orecchio esterno, il primo esempio noto nei reperti fossili di mammiferi, così come scudi dermici (strutture a piastra fatte di cheratina della pelle).
L'animale aveva articolazioni extra tra le vertebre (articolazioni xenartrali), che rafforzavano la sua colonna vertebrale; alcuni mammiferi moderni, come il toporagno armato e gli armadilli possiedono articolazioni simili.

## Classificazione
Spinolestes xenarthrosus venne descritto per la prima volta nel 2015, sulla base di resti fossili eccezionalmente conservati provenienti dal giacimento di Las Hoyas, nella Spagna centro orientale. Questo animale appartiene al gruppo dei gobiconodonti (Gobiconodonta), un gruppo di mammiferi arcaici, considerati più basali rispetto alla diramazione che ha portato allo sviluppo di placentali e marsupiali. 

## Paleobiologia e paleoecologia
L'eccezionale grado di conservazione delle strutture di Spinolestes ha fornito notevoli indizi sulla possibile biologia di questo animale. La forma dei denti e alcune caratteristiche scheletriche indicano che Spinolestes era un animale terricolo che si nutriva di insetti. 
Le caratteristiche spine sul dorso di questo animale, invece, richiamano alcune strutture simili riscontrabili nei moderni topi spinosi dall'Africa e dall'Asia Minore. Se un predatore li afferra per la schiena, le spine si staccano dalla pelle e il topo spinoso può sfuggire.
Gli scienziati hanno anche trovato peli anormalmente tronchi, che sono la prova di una infezione della pelle causata da un fungo, conosciuta come dermatofitosi, ampiamente nota tra i mammiferi viventi.
Inoltre, Spinolestes presenta insolite articolazioni ulteriori nelle vertebre. Strutture simili si trovano oggi in armadilli e formichieri, ma anche nel toporagno armato africano. Il toporagno armato usa la sua schiena forte per rompere fronde di palma dal tronco dell'albero. In questo modo, può raggiungere larve di insetti che vivono tra i punti di fissaggio delle fronde e il tronco. È possibile che anche Spinolestes adoperasse la sua forte schiena in questo modo o in un modo simile.